# Список глав государств в 126 году
Список глав государств в 125 году — 126 год — Список глав государств в 127 году — Список глав государств по годам

## Африка
- Мероитское царство (Куш) — Аритениесбехе, царь (108 — 132)

## Азия
- Армения Великая — Вагарш I, царь (116 — 144)
- Иберия — Фарсман II, царь (116 — 132)
- Китай (Династия Восточная Хань) — Шунь-ди (Лю Бао), император (125 — 144)
- Корея (Период Трех государств):
  - Когурё — Тхэджохо, тхэван (53 — 146)
  - Пэкче — Киру, король (77 — 128)
  - Силла — Чима, исагым (112 — 134)
- Кушанское царство — Вима Кадфиз, великий император  (105 — 127)
- Осроена — Ману VII, царь (123 — 139)
- Парфия:
  - Хосрой, шах (105 — 129)
  - Вологез II, шах (105 — 147)
- Сатавахана — Гаутамипутра Сатакарни, махараджа  (112 — 136)
- Хунну — Ба, шаньюй (124—128)
- Япония — Кэйко, тэнно (император) (71 — 130)

## Европа
- Боспорское царство — Котис II, царь  (123 — 132)
- Ирландия — Конн Сто Битв, верховный король (122 — 157)
- Римская империя:
  - Адриан, римский император (117 — 138)
  - Марк Анний Вер, консул (126)
  - Гай Эггий Амбибул, консул (126)

## Галерея

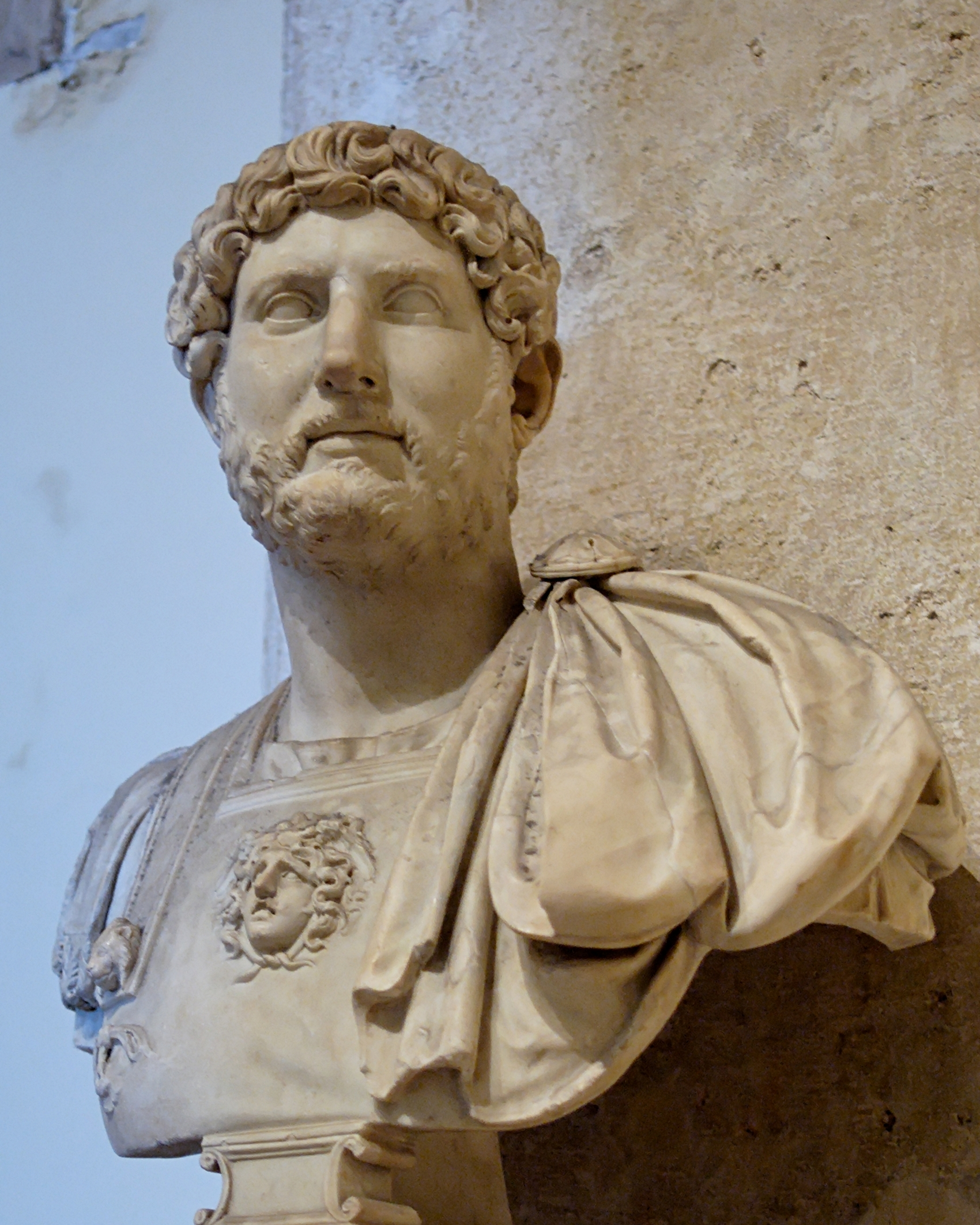
Адриан 117—138 Император Римской империи
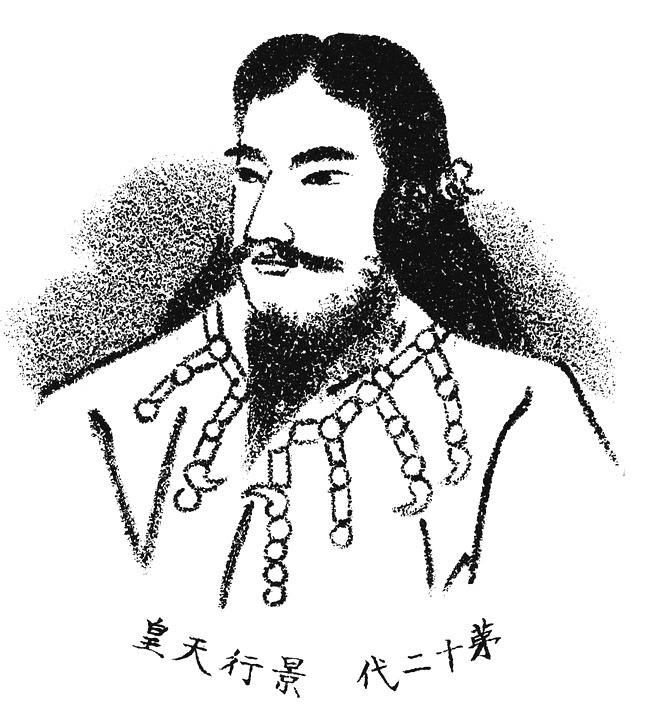
Кэйко 71—130 Император Японии